# Peik
Peik är ett mansnamn med nordiskt ursprung. Det förekommer på norska och finlandssvenska, bland annat i den norska folksagan Peik med narrestikkene. Namnet har antagits härstamma från det finska ordet för troll 'peikko'. Den norska författarinnan Barbra Ring har i boken Peik från 1909 angett att det är en kortform av Pavel Benedikt, möjligen har hon fått namnet från norska folksagor.
I den finlandssvenska namnsdagslängden har Peik namnsdag 8 oktober sedan 2000.
Bland namnets bärare märks den finlandssvenske skådespelaren och sångaren Peik Stenberg (född 1960).